# Mus platythrix
Mus platythrix es una especie de roedor de la familia Muridae.

## Distribución geográfica
Es endemismo de la India. 